# 克力更
克力更（1916年8月—2012年10月3日），原名成以博、成新宇，又名云福林，蒙古族，綏遠特別區土默特旗（今内蒙古自治区包头市土默特右旗）苏卜盖村人，中华人民共和国政治人物。
中華人民共和國成立後，歷任第五届全国政协常委、第六届全国政协委员。内蒙古自治区第一届政协委员、第二届政协常委、第三、四届政协副主席。内蒙古自治区第一、二、三、五届人大代表，第五届人大常委会副主任。

## 生平
克力更于1935年参加革命工作，1937年加入中国共产党。1937年至1941年，在国民革命新三师从事中共地下工作，并任师党委委员。1941年赴延安。1941年至1945年，担任延安民族学院教员、研究员，中共中央西北局四处研究员。1945年到1947年，担任内蒙古自治运动联合会常委、宣传部部长、东蒙总分会组织部长。1946年5月到1947年5月，任兴安省参议会副议长。1946年到1947年10月，任中共纳文慕仁盟工委书记、内蒙古骑兵第三师政委。1947年夏到1953年，任中共内蒙古党委委员、共青团中央委员、内蒙古青委书记、内蒙古团委书记。1953年到1955年，任内蒙古自治区监察委员会主任、中国共产党内蒙古东部委员会秘书长。1955年到1965年，任内蒙古自治区工业厅厅长。1965年到1983年，任中共内蒙古自治区党委常委、统战部部长。文化大革命中受到迫害。1980年到1984年，任内蒙古自治区人大常委会副主任。1983年3月，任中共内蒙古自治区党委顾问委员会副主任。1996年10月离职休养。2002年，享受自治区主席级医疗待遇。
2012年10月3日，克力更在呼和浩特病逝，享年96岁。